# Мармара Ерейли
Мармара Ерейли (на турски: Marmaraereğlisi, стари названия Перинт, Хераклея, Ески Ерейлиси) е общински град във вилает Текирдаа̀ (Родосто) в Мраморноморския регион на Турция.

## Факти
Ерейли се намира на 30 км източно от град Родосто, и на 90 километра западно от Истанбул, в близост до малък морски нос на северния бряг на Мраморно море. Поради това града се нарича Мармара Ереелиси (или разговорно Мармара Ерейли), за да се разграничи от две други големи градове в Турция с името Ерегли (производно от гръцкото име Хераклея) – един в Коня (Кония Ерейлиси), другият – на Черноморското крайбрежие (Карадениз Ерейли).

## История
Градът първоначално е колония на Самос, създадена под името Перинт (Πέρινθος). Около 300 от н.е., градът получава името Хераклея Тракийска (Ἡράκλεια τῆς Θράκη). Той е построен амфитеатрално на склона на нос, подаващ се в Мраморно море и е важно пристанище на няколко големи морски пътища. Хераклея печели известност със съпротивата си срещу Филип II Македонски през 340 г. пр. Хр. Под римска власт Хераклея е столица на провинция Европа и е митрополия на околните епархии, включително и Византион. По-късно византийския император Юстиниан I възстановява водопроводите и двореца, но Константинопол вече е столичен град. Местният епископ Тома взема участие в Седми вселенски събор в 787, а наследника му Климент в Четвърти константинополски събор през 879. Хераклея има свой латинския епископ по времето на Латинската империя (1204 – 1261). Църковната важност на Хераклея помръква с експанзията на Османската империя.

### Ески Ерейли
През 1815 в доклад за посещението му в района, Едуард Даниел Кларк заявява, че, въпреки името, което в превод означава „Стара Хераклея“, в село Ески Ерейли (днес Гюмюшяка) той не намира никакви антични предмети или древни останки, а вместо това намира такива свидетелства в крайбрежното село, известно локално като Буюк Эрегли („Голяма Хераклея“), намиращо се на около шест мили от първото, от което следва, че по-скоро то съответства на древния град Хераклея.

## Курорт и близки селища
Ерейли е малък град, който е тих през зимата. Има дълга плажна ивица и морето е достатъчно чисто за къпане. Поради това крайбрежната алея на Ерейли е застроена с кафенета, ресторанти, хотели, нощни клубове и курортни имоти, обслужващи хора от Истанбул, които идват на почивка за лятното слънце, тъй като градът се намира само на час път с кола от мегалополиса. Близките селища и самият град представляват смес от съвременни постройки, стари градски къщи и малко пристанище. Районът е разломен и сеизмично уязвим.

## Икономика
Освен туризма Ерейли има две естествени пристанища и три малки търговски пристанища, включително танкерно, база за съхранение на природен газ, електроцентрала.